# Lista de vereadores de Duas Barras
Esta é a lista de vereadores de Duas Barras, município brasileiro do estado do Rio de Janeiro.
A Câmara Municipal de Duas Barras, é formada por nove representantes.

## Legislatura de 2021–2024
Estes são os vereadores eleitos nas eleições de 15 de novembro de 2020, pelo período de 1° de janeiro de 2021 a 31 de dezembro de 2024:
| Mesa Diretora (2021-2022)            |                       |                        |                           |
| Nome                                 | Início do mandato     | Fim do mandato         | Cargo                     |
| Jander Raposo da Silveira (PP)       | 1º de janeiro de 2021 | 31 de dezembro de 2022 | Presidente da Câmara      |
| Dannyel Fernandes Costa Tostes (PTC) | 1º de janeiro de 2021 | 31 de dezembro de 2022 | Vice-presidente da Câmara |
| Frederico Turque Thurler (Rep.)      | 1º de janeiro de 2021 | 31 de dezembro de 2022 | 1º Secretário             |
| Antonio José Feuchard do Couto (PTC) | 1º de janeiro de 2021 | 31 de dezembro de 2022 | 2º Secretário             |

|   | Nome                                                                        | Partido                                | Votos | %     | Observações |
| - | --------------------------------------------------------------------------- | -------------------------------------- | ----- | ----- | ----------- |
| 1 | Amanda de Castro Hoelz, Amanda Kinka (Bom Jardim, 10.10.1976–)              | Movimento Democrático Brasileiro (MDB) | 951   | 11,80 | 1º mandato  |
| 2 | Dannyel Fernandes Costa Tostes, Danielzinho (Nova Friburgo, 26.01.1988–)    | Partido Trabalhista Cristão (PTC)      | 744   | 9,23  | 2º mandato  |
| 3 | Antonio José Feuchard do Couto (Duas Barras, 23.07.1961–)                   | Partido Trabalhista Cristão (PTC)      | 545   | 6,76  | 2º mandato  |
| 4 | Guilherme Soares de Oliveira, Xim (Santa Maria Madalena, 04.05.1992–)       | Movimento Democrático Brasileiro (MDB) | 535   | 6,64  | 1º mandato  |
| 5 | Diego Thurler Ornellas (Duas Barras, 20.05.1982–)                           | Progressistas (PP)                     | 485   | 6,02  | 2º mandato  |
| 6 | Frederico Turque Thurler (Duas Barras, 24.10.1980–)                         | REPUBLICANOS                           | 358   | 4,44  | 2º mandato  |
| 7 | Jander Raposo da Silveira (2021-2022) (Duas Barras, 09.08.1990–)            | Progressistas (PP)                     | 355   | 4,41  | 2º mandato  |
| 8 | Adilson Gonçalves Miguel Júnior, Juninho Canjica (Duas Barras, 13.02.1982–) | Movimento Democrático Brasileiro (MDB) | 296   | 3,67  | 1º mandato  |
| 9 | Jairo Silveira de Sá (Duas Barras, 09.08.1990–)                             | Movimento Democrático Brasileiro (MDB) | 219   | 2,72  | 1º mandato  |

## Legislatura de 2017–2020
Estes são os vereadores eleitos nas eleições de 2 de outubro de 2016, pelo período de 1° de janeiro de 2017 a 31 de dezembro de 2020:
|   | Nome                                                                              | Partido                                            | Votos | %     | Observações |
| - | --------------------------------------------------------------------------------- | -------------------------------------------------- | ----- | ----- | ----------- |
| 1 | Marcos Serpa Alves, Kinka (Duas Barras, 11.12.1974–)                              | Partido do Movimento Democrático Brasileiro (PMDB) | 1.086 | 14,18 | 1º mandato  |
| 2 | Antonio José Feuchard do Couto (Duas Barras, 23.07.1961–)                         | Democratas (DEM)                                   | 580   | 7,57  | 1º mandato  |
| 3 | Frederico Turque Thurler (2019-2020) (Duas Barras, 24.10.1980–)                   | Partido do Movimento Democrático Brasileiro (PMDB) | 569   | 7,43  | 1º mandato  |
| 4 | Armando Rosemberto Mattos Teixeira, Bebeto (2017-2018) (Duas Barras, 04.02.1977–) | Partido da Social Democracia Brasileira (PSDB)     | 526   | 6,87  | 1º mandato  |
| 5 | Dannyel Fernandes Costa Tostes, Danielzinho (Duas Barras, 26.01.1988–)            | Partido da Social Democracia Brasileira (PSDB)     | 481   | 6,28  | 1º mandato  |
| 6 | Diego Thurler Ornellas (Duas Barras, 20.05.1982–)                                 | Partido Socialista Brasileiro (PSB)                | 419   | 5,47  | 1º mandato  |
| 7 | Jander Raposo da Silveira (Duas Barras, 09.08.1990–)                              | Partido Progressista (PP)                          | 381   | 4,97  | 1º mandato  |
| 8 | João Batista da Silva (Duas Barras, 15.04.1947–)                                  | Partido do Movimento Democrático Brasileiro (PMDB) | 343   | 4,48  | 1º mandato  |
| 9 | Francisco Fortunato de Souza, Chiquinho do São João (Duas Barras, 11.01.1970–)    | Partido Trabalhista do Brasil (PTdoB)              | 324   | 4,23  | 1º mandato  |

## Legenda
| Cor  | Significado          |
| Bege | Presidente da Câmara |
| Azul | Suplente             |